# R.O.S.E Tour
R.O.S.E Tour es la sexta gira musical de la cantante británica Jessie J, realizada para promocionar su cuarto álbum de estudio R.O.S.E. La gira comenzó el 30 de agosto de 2018 en Wuhan, China y concluirá el 5 de diciembre de 2018 en Cologne, Alemania.

## Antecedentes
Antes del lanzamiento del álbum, Jessie J dio inicio a la gira promocional titulada "Live 2017" para promocionar los cuatro sencillos lanzados, la cual comenzó el 8 de octubre de 2017 en Birmingham, Inglaterra y concluyó el 1 de noviembre de 2017 en Nueva York, Estados Unidos. Se realizaron 12 conciertos y visitó Inglaterra, Países Bajos, Alemania, Estados Unidos y Canadá, los boletos para todos los conciertos fueron agotados.
Luego del lanzamiento de su álbum R.O.S.E en mayo de 2018, Jessie comenzó una serie de presentaciones en distintos festivales como en Festival de Pinkpop y Rock in Rio Portugal. Entre mayo y junio se anunciaron las primeras fechas de la gira en China y América del Norte. El 1 de junio se pusieron a la venta los boletos para la fase en América del Norte y se anunció que el cantante Ro James sería el telonero de dicha fase.
Finalmente se anunciaron las fechas de Europa. El 20 de julio además de sumar más fechas a la fase en Europa, esta vez en Irlanda, Alemania y Países Bajos, anunció que los conciertos en Bournemouth, Bristol, Oxford, Norwich y Southend-on-Sea se encontraban con todos los boletos vendidos. El 6 de septiembre a través de sus redes sociales anunció que el concierto en Ámsterdam se encontraba con boletos agotados.

## Repertorio
Dicha lista de canciones corresponde al concierto otorgado el 30 de agosto de 2018 en Wuhan, China. No representa el repertorio de cada concierto otorgado durante la gira.
1. «Think About That»
2. «Do It Like a Dude»
3. «Burnin' Up»
4. «Petty»
5. «Nobody's Perfect»
6. «Not My Ex»
7. «Easy on Me»
8. «Thunder»
9. «Stand Up»
10. «Flashlight»
11. «Queen»
12. «Who You Are»
13. «Play»
14. «Domino»
15. «Masterpiece»
16. «Mamma Knows Best»
17. «Bang Bang»
18. «Price Tag»

## Fechas
| Día                      | Ciudad          | País           | Recinto                                   | Acto de apertura          | Asistencia | Recaudación |
| Asia                     | Asia            | Asia           | Asia                                      | Asia                      | Asia       | Asia        |
| ------------------------ | --------------- | -------------- | ----------------------------------------- | ------------------------- | ---------- | ----------- |
| 30 de agosto de 2018     | Wuhan           | China          | Optics Valley International Tennis Center | N/A                       | —          | —           |
| 1 de septiembre de 2018  | Zhengzhou       | China          | ZICEC Grand Hall                          | N/A                       | —          | —           |
| 5 de septiembre de 2018  | Chengdu         | China          | Wuliangye Chengdu Performing Arts Centre  | N/A                       | —          | —           |
| 6 de septiembre de 2018  | Beijing         | China          | Cadillac Arena                            | N/A                       | —          | —           |
| 7 de septiembre de 2018  | Changsha        | China          | HICEC Multifunctional Hall                | N/A                       | —          | —           |
| 9 de septiembre de 2018  | Wuxi            | China          | Wuxi Sports Center                        | N/A                       | —          | —           |
| 12 de septiembre de 2018 | Shenzhen        | China          | Shenzhen Bay Sports Center                | J.Sheon                   | —          | —           |
| 14 de septiembre de 2018 | Hangzhou        | China          | Estadio Yellow Dragon                     | N/A                       | —          | —           |
| 16 de septiembre de 2018 | Tianjin         | China          | Tianjin Gymnasium                         | N/A                       | —          | —           |
| 18 de septiembre de 2018 | Shanghái        | China          | Mercedes-Benz Arena                       | N/A                       | —          | —           |
| 20 de septiembre de 2018 | Taipéi          | Taiwán         | Nangang C3 Field                          | N/A                       | —          | —           |
| 22 de septiembre de 2018 | Hong Kong       | Hong Kong      | AsiaWorld–Expo                            | N/A                       | —          | —           |
| América del Norte        |                 |                |                                           |                           |            |             |
| 1 de octubre de 2018     | San Francisco   | Estados Unidos | Teatro Warfield                           | Ro James Kiana Ledé       | —          | —           |
| 3 de octubre de 2018     | Vancouver       | Canadá         | Teatro Vogue                              | Ro James Kiana Ledé       | —          | —           |
| 4 de octubre de 2018     | Portland        | Estados Unidos | Crystal Ballroom                          | Ro James Kiana Ledé       | —          | —           |
| 6 de octubre de 2018     | Seattle         | Estados Unidos | Showbox SoDo                              | Ro James Kiana Ledé       | —          | —           |
| 8 de octubre de 2018     | Salt Lake City  | Estados Unidos | The Depot                                 | Ro James Kiana Ledé       | —          | —           |
| 9 de octubre de 2018     | Englewood       | Estados Unidos | Teatro Gothic                             | Ro James Kiana Ledé       | —          | —           |
| 11 de octubre de 2018    | Mineápolis      | Estados Unidos | Teatro State                              | Ro James Kiana Ledé       | —          | —           |
| 12 de octubre de 2018    | Chicago         | Estados Unidos | Teatro Riviera                            | Ro James Kiana Ledé       | —          | —           |
| 14 de octubre de 2018    | Royal Oak       | Estados Unidos | Teatro Royal Oak Music                    | Ro James Kiana Ledé       | —          | —           |
| 16 de octubre de 2018    | Toronto         | Canadá         | Rebel                                     | Ro James Kiana Ledé       | —          | —           |
| 17 de octubre de 2018    | Montreal        | Canadá         | M Telus                                   | Ro James Kiana Ledé       | —          | —           |
| 19 de octubre de 2018    | Nueva York      | Estados Unidos | Hammerstein Ballroom                      | Ro James Kiana Ledé       | —          | —           |
| 20 de octubre de 2018    | Filadelfia      | Estados Unidos | Electric Factory                          | Ro James Kiana Ledé       | —          | —           |
| 22 de octubre de 2018    | Boston          | Estados Unidos | House of Blues                            | Ro James Kiana Ledé       | —          | —           |
| 23 de octubre de 2018    | Silver Spring   | Estados Unidos | The Fillmore Silver Spring                | Ro James Kiana Ledé       | —          | —           |
| 25 de octubre de 2018    | Atlanta         | Estados Unidos | Teatro Buckhead                           | Ro James Kiana Ledé       | —          | —           |
| 28 de octubre de 2018    | Houston         | Estados Unidos | Warehouse Live                            | Ro James Kiana Ledé       | —          | —           |
| 1 de noviembre de 2018   | Los Ángeles     | Estados Unidos | Wiltern Theatre                           | Ro James Kiana Ledé       | —          | —           |
| Europa                   |                 |                |                                           |                           |            |             |
| 8 de noviembre de 2018   | Leicester       | Inglaterra     | De Montfort Hall                          | Alice Chater              | —          | —           |
| 9 de noviembre de 2018   | Bournemouth     | Inglaterra     | O2 Academy                                | Alice Chater              | —          | —           |
| 11 de noviembre de 2018  | Sheffield       | Inglaterra     | O2 Academy                                | James TW Sincerely Wilson | —          | —           |
| 13 de noviembre de 2018  | Londres         | Inglaterra     | Royal Albert Hall                         | Sincerely Wilson          | —          | —           |
| 14 de noviembre de 2018  | Bristol         | Inglaterra     | O2 Academy                                | Sincerely Wilson          | —          | —           |
| 16 de noviembre de 2018  | Mánchester      | Inglaterra     | Manchester Academy                        | Sincerely Wilson          | —          | —           |
| 17 de noviembre de 2018  | Oxford          | Inglaterra     | New Theatre Oxford                        | Sincerely Wilson          | —          | —           |
| 19 de noviembre de 2018  | Cambridge       | Inglaterra     | Cambridge Corn Exchange                   | Sincerely Wilson          | —          | —           |
| 20 de noviembre de 2018  | Birmingham      | Inglaterra     | O2 Academy                                | Sincerely Wilson          | —          | —           |
| 22 de noviembre de 2018  | Norwich         | Inglaterra     | Lower Common Room                         | Sincerely Wilson          | —          | —           |
| 23 de noviembre de 2018  | Southend-on-Sea | Inglaterra     | Cliffs Pavilion                           | Sincerely Wilson          | —          | —           |
| 25 de noviembre de 2018  | Liverpool       | Inglaterra     | Empire Theatre                            | Sincerely Wilson          | —          | —           |
| 26 de noviembre de 2018  | Leeds           | Inglaterra     | O2 Academy                                | Sincerely Wilson          | —          | —           |
| 28 de noviembre de 2018  | Glasgow         | Inglaterra     | O2 Academy Glasgow                        | N/A                       | —          | —           |
| 29 de noviembre de 2018  | Newcastle       | Inglaterra     | O2 Academy Newcastle                      | N/A                       | —          | —           |
| 1 de diciembre de 2018   | Dublin          | Irlanda        | Estadio Nacional                          | N/A                       | —          | —           |
| 3 de diciembre de 2018   | Ámsterdam       | Países Bajos   | AFAS Live                                 | N/A                       | —          | —           |
| 5 de diciembre de 2018   | Cologne         | Alemania       | Palladium                                 | N/A                       | —          | —           |

Cancelaciones y reprogramación de shows
| 30 de octubre de 2018 | Dallas  | House of Blues | Cancelados por recomendación médica debido a fatiga vocal. |
| 31 de octubre de 2018 | Phoenix | The Van Buren  | Cancelados por recomendación médica debido a fatiga vocal. |